# فنسنت هربرت
فنسنت هربرت (بالإنجليزية: Vincent Herbert)‏ هو منتج أسطوانات وكاتب أغاني أمريكي، ولد في 27 يناير 1969 في نيوآرك في الولايات المتحدة.

## وصلات خارجية
- فنسنت هربرت على موقع ميوزك برينز (الإنجليزية)
- فنسنت هربرت على موقع أول ميوزيك (الإنجليزية)
- فنسنت هربرت على موقع ديسكوغز (الإنجليزية)